# Studénka město
Studénka město je železniční zastávka nacházející se ve městě Studénka v okrese Nový Jičín. Zastávka leží v km 1,260 neelektrizované jednokolejné trati Studénka–Bílovec mezi stanicí Studénka a dopravnou Bílovec.

## Historie
Trať Studénka–Bílovec, na které zastávka leží byla dána do provozu již 1. října 1890. ale tehdy bez zastávky Studénka město. V 60. a 70. letech 20. století bylo asi kilometr od budoucí zastávky postaveno velké sídliště, což vedlo k dlouholeté snaze města Studénka o prosazení výstavby nové zastávky. Ta byla nakonec postavena až v roce 1994 a cestujícím začala sloužit 29. května 1994.

## Popis zastávky

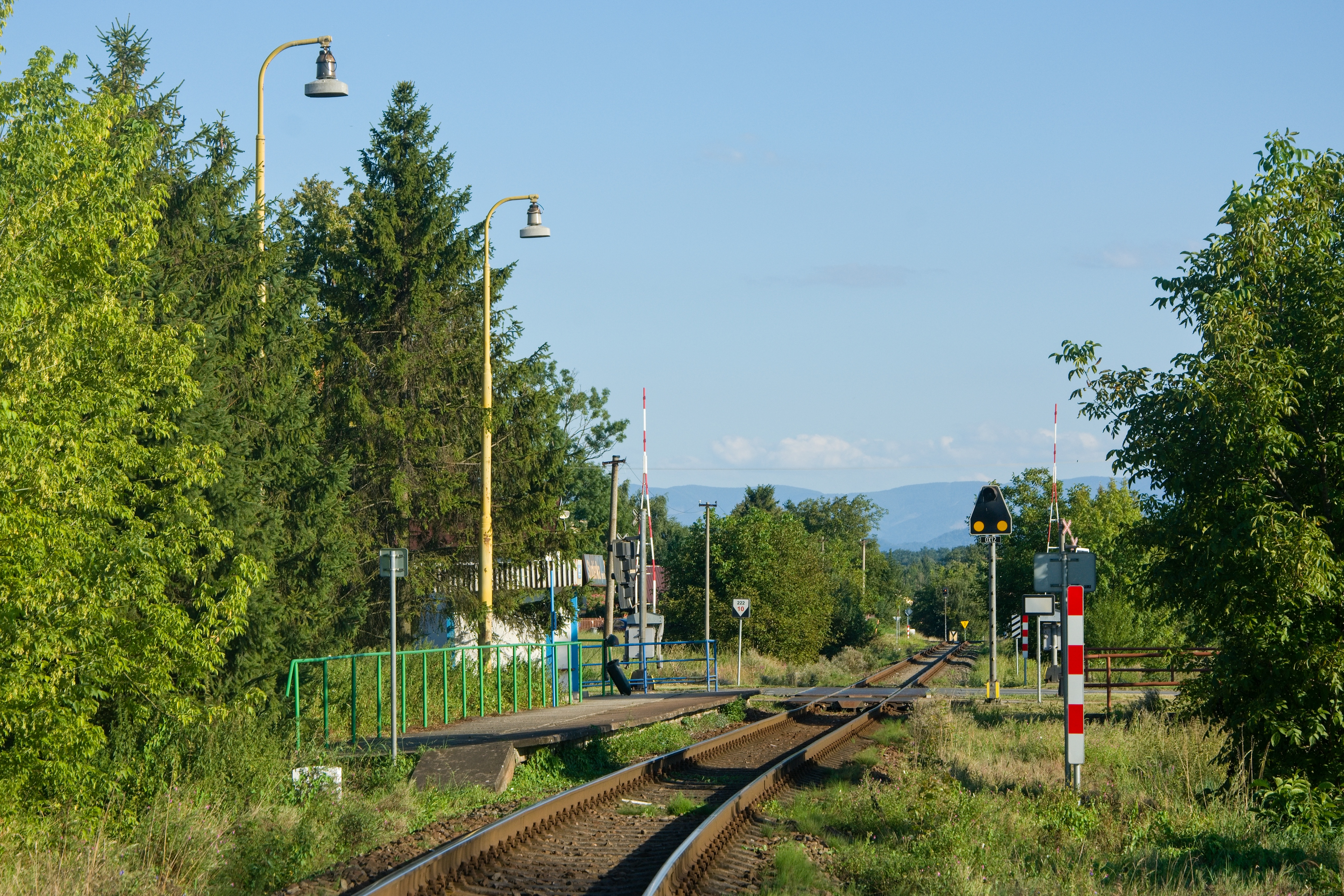
Celkový pohled na zastávku, v pozadí přejezd P6772

V zastávce je u traťové koleje zřízeno vnější jednostranné betonové nástupiště o délce 35 m s pevnou nástupní hranou ve výšce 300 mm nad temenem kolejnice. Přístup k zastávce je z příjezdové komunikace.
Cestujícím je k dispozici přístřešek, o jízdách vlaků jsou informováni pomocí rozhlasu, který je ovládán dirigujícím dispečerem ze Suchdola nad Odrou.
Přímo u zastávky se v km 1,245 nachází přejezd P6772, který je zabezpečený světelným přejezdovým zabezpečovacím zařízením s polovičními závorami. Jedná se o křížení s ulicí Sjednocení ve Studénce.